# Szumugán
Szumugán (𒀭𒋢𒈬𒃷 dsu-mu-gan2, vagy Sumukan, Szumukán, Szumukan) sumer isten, a nyílt mezők ura, a legelő állatok védnöke, szűkebben a vadszamaraké és gazelláké. Olyan ősi termékenységistenek társa, mint Asnan gabonaisten és Lahar, a birkák istene, valamint a birkákhoz kapcsolódó szövés ősi istennője, Uttu. Egy Inanna-himnusz szerint a mezők minden élő teremtménye az ő gondjára lett bízva, itt már Dumuzi funkciói is feltűnnek, aki a mezők növényzetének istene. Szintén Dumuzihoz hasonló, hogy Szumugán is meghal, így kerül az alvilágba, így a meghaló és feltámadó termékenységistenekhez hasonló, annak ellenére, hogy nem növényi, hanem állati jellegű istenség. Az Éanna egyik felirata szerint „lugal ḫursag”, ebben a kontextusban a „síkság királya”.
Később újasszír istenség. A név jelentése: „a legelő gyermeke”, a tenyésztett állatállományt, főleg a szarvasmarhát védő isten. Az akkád nyelv térhódításával Sakkan isten jelzője lett Babilonban, később az asszír mitológiában ismét önállósodott, neve elé kiírták az isten-determinatívumot (dingir). A Gilgames-eposz újasszír változatában is feltűnik Enkidu és Gilgames halálánál is. Alvilági vonatkozásai is vannak, Erra (Irra) mezőinek istene. Ugyanitt feltűnik a szumugán szó Girra tűzisten jelzőjeként is. Talán Szumukán (sumu-qān) alakban eredetileg önálló alvilági isten volt, majd összeolvadt a két hasonló név, vagy eredetileg is azonosak voltak, csak a két nyelvben és kultúrában kissé szétvált a jelentése. Szumukán alakban egyértelműen Sakkan újbabiloni verziója.

„A por házában él Szumukán, Etana is e ház lakója; Ereskigál, a tollruhájú királynő országol az árnyak fény-nem-járta, öröm-nem-látta, koromsötét birodalmában.”

– Gilgames-eposz, újasszír változat VII. táblája, Rákos Sándor fordítása